# ستيفن ويليام أندرسون
ستيفن ويليام أندرسون (بالإنجليزية: Stephen Hale Anderson)‏ هو قاضي أمريكي، ولد في 12 يناير 1932 في سولت ليك في الولايات المتحدة.

## وصلات خارجية
- ستيفن ويليام أندرسون على موقع إن إن دي بي (الإنجليزية)